# Asylum Down
Asylum Down ist ein Stadtteil von Accra in Ghana.
Asylum Down liegt im Norden der Castle Road und südlich der Barnes Road. Der Name lässt sich auf das dort befindliche Krankenhaus zurückführen.

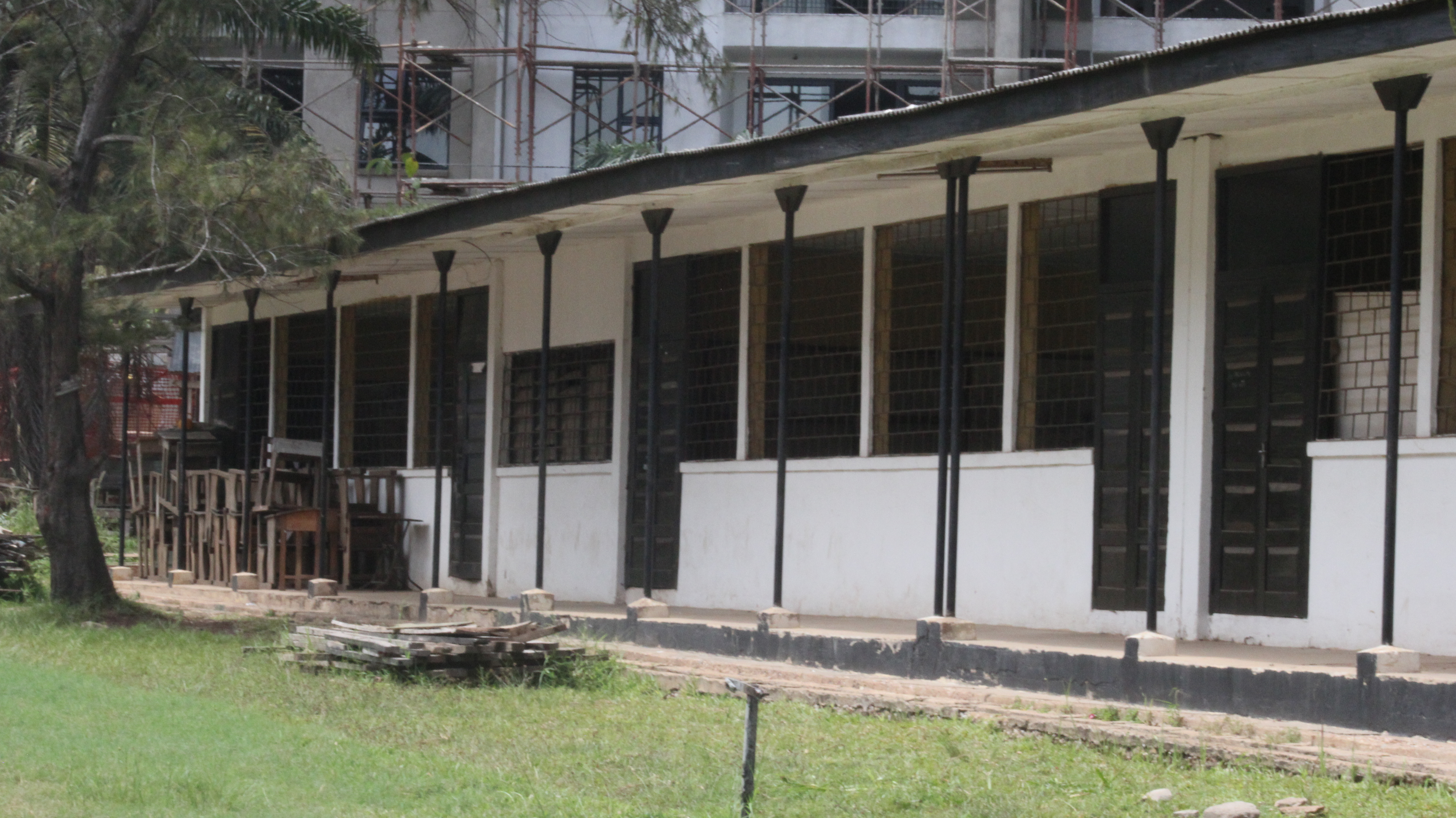
Accra High School

Der District beheimatet das West African Examinations Council und die Accra High School.